# Papa-mel-sininho
O papa-mel-sininho (Manorina melanophrys) é um melifagídeo colonial, endêmico do sudeste da Austrália. O nome comum refere-se ao seu canto semelhante a um sino. “Miner” é uma antiga grafia alternativa de ‘myna’ (em português: mainá) e é compartilhada com outros membros do gênero Manorina [en]. Os pássaros se alimentam quase exclusivamente das coberturas em forma de cúpula de certos insetos da família Psyllidae que se alimentam da seiva das folhas do eucalipto. Os insetos da família Psyllidae fabricam essas coberturas a partir de suas próprias secreções de melada para se protegerem de predadores e do meio ambiente.
O papa-mel-sininho vive em grupos sociais grandes e complexos. Dentro de cada grupo, há subgrupos que consistem em vários pares reprodutores, mas também incluem um número de aves que não estão se reproduzindo no momento. Os não reprodutores ajudam a fornecer alimento para os filhotes em todos os ninhos do subgrupo, embora não sejam necessariamente parentes próximos deles. As aves defendem a área da colônia de forma comunitária e agressiva, excluindo a maioria das outras espécies de passeriformes. Eles fazem isso para proteger seu território de outros pássaros insetívoros que comeriam as coberturas de insetos das quais se alimentam. Sempre que as florestas locais morrem, devido ao aumento das infestações de insetos da família Psyllidae, o papa-mel-sininho sofre um boom populacional.
O vilarejo montanhoso de Bellbrook [en], tombado pelo patrimônio histórico, foi batizado com o nome do som característico das aves locais em 1882.

## Taxonomia
O papa-mel-sininho (Manorina melanophrys) pertence à família dos melifagídeos (Meliphagidae), que faz parte da superfamília Meliphagoidea, que também inclui os membros das famílias Acanthizidae, Dasyornithidae, Maluridae e Pardalotidae. O papa-mel-sininho compartilha o gênero Manorina [en] com três outras espécies australianas: o papa-mel-barulhento (M. melanocephala), o  papa-mel-de-pescoço-amarelo (M. flavigula) e o  papa-mel-de-orelha-preta (M. melanotis), ameaçado de extinção. O nome genérico Manorina é derivado do grego antigo manos “fino” e rhinos “narinas”. As três outras espécies foram classificadas anteriormente no gênero Myzantha, que às vezes ainda é listado como um subgênero para essas espécies. O gênero relacionado mais próximo a Manorina foi geneticamente encontrado como sendo o Melidectes. O canto do papa-mel-sininho foi notado pelos primeiros exploradores europeus, e o nome foi considerado estabelecido 30 anos mais tarde, quando David Collins mencionou “o grito melancólico do papa-mel-sininho”. Em 1802, John Latham batizou o pássaro de Turdus melanophrys, que significa “tordo de sobrancelhas negras”. Embora o nome científico de Latham tenha se tornado aceito, John Gould continuou a usar o nome australiano para a espécie em 1848.
O nome comum pode levar a alguma confusão com o Oreoica gutturalis endêmico do interior da Austrália, que é um membro da família Oreoicidae [en]. As duas espécies apresentam cantos e comportamentos muito diferentes e não se sobrepõem em termos de alcance.

## Descrição
O papa-mel-sininho é o menor de seu gênero e difere das outras três espécies predominantemente cinzentas por terem plumagem verde-oliva, mais escura nas asas e mais amarela na barriga. Ele é um melifagídeo de corpo médio, um pouco menor e mais atarracado do que o papa-mel-meia-lua [en] (Meliphaga lewinii), pesando entre 25 g e 35 g (média de 29 g). Eles têm de 17,5 a 20 cm de comprimento (média de 18,5 cm) com uma envergadura de 22 a 30 cm (média de 26,5 cm) e têm o bico amarelo característico, que é ligeiramente inclinado. As pernas são laranja brilhante e a mancha nua atrás do olho é vermelho-alaranjada. O píleo e os loros são pretos, enquanto as penas na frente do olho são amarelas. Uma faixa escura vai do canto do bico para baixo, dando uma leve aparência de carranca. Os olhos são marrons e a boca é amarela. Ambos os sexos são parecidos, embora os machos tendam a ser um pouco maiores. É possível determinar o sexo das aves analisando o comprimento da asa, o comprimento da cauda e a profundidade do cúlmen, ou observando os chamados que são exclusivos das fêmeas, mas não há uma maneira fácil de determinar o sexo de forma confiável no campo sem uma observação cuidadosa do comportamento e dos chamados. Os filhotes são mais marrons do que os adultos e, em geral, têm cores menos brilhantes. As aves jovens não têm a mancha de pele nua atrás do olho. A mancha inicialmente se desenvolve como cinza pálido, depois se transforma em amarelo pálido e escurece para laranja pálido antes de assumir a cor vermelho-alaranjada brilhante do adulto à medida que a ave amadurece. Os filhotes nascem nus e desenvolvem uma penugem marrom clara cerca de dois dias após a eclosão.
As aves são mais ouvidas do que vistas, pois o papa-mel-sininho tende a procurar alimento no alto da copa das árvores, e sua plumagem verde-oliva se mistura às folhas ao redor. No entanto, eles mantêm o chamado de contato “ping” enquanto forrageiam ao longo do dia. No Royal Botanic Gardens, em Melbourne, os pássaros são baixos o suficiente para serem facilmente vistos e fotografados.

## Distribuição e habitat
Eles estão distribuídos desde as proximidades de Gympie [en], em Queensland, ao sul, ao longo da planície costeira e das cordilheiras, até Victoria, nas proximidades de Melbourne. Eles preferem as margens de florestas esclerófilas úmidas ou secas e bosques densos, geralmente com um riacho ou outra fonte de água permanente nas proximidades. Isso limita sua área de distribuição a áreas de maior precipitação pluviométrica próximas à costa, geralmente fazendo fronteira com a floresta tropical, mas não dentro dela. Em comparação com o papa-mel-barulhento, intimamente relacionado, o papa-mel-sininho prefere um habitat mais denso com um sub-bosque espesso (<5 m), mas com um sub-bosque esparso (5-15 m) e um dossel (>15 m). Em um ambiente não perturbado, o papa-mel-sininho escolhe um habitat com um sub-bosque de arbustos, samambaias, juncos e trepadeiras da floresta tropical. Foi observado que eles expandem sua área de distribuição em habitats perturbados que têm uma vegetação rasteira espessa da erva daninha invasora do gênero Lantana. As densidades populacionais do papa-mel-sininho foram medidas entre 14 e 38 aves por hectare. Eles são específicos em relação ao seu habitat preferido e perturbações razoavelmente pequenas na vegetação rasteira, como incêndio ou remoção de erva daninha invasora do gênero Lantana, podem fazer com que uma colônia se mude para um novo território.

## Comportamento

### Organização social
A complexa organização social do papa-mel-sininho foi observada já na década de 1960 em Nova Gales do Sul e tem sido estudada por vários grupos de pesquisa em Victoria. Eles vivem em grandes colônias de mais de 8 a 200 aves, que consistem em associações ou clãs de aves machos geralmente relacionados e seus descendentes. Cada associação é composta por vários pares reprodutores monogâmicos com seus ajudantes de ninho. Como colônia, eles são agressivos e estabelecem um território permanente que defenderão juntos contra todos os outros melifagídeos e qualquer outra espécie que considerem uma ameaça à sua fonte de alimento preferida ou a eles mesmos. Dentro do território colonial, cada par reprodutor tem sua própria área de forrageamento. Os ajudantes auxiliam vários pares reprodutores e se deslocam entre a área de forrageamento de vários pares. As associações são grupos que estão interconectados e interagem diariamente dentro da colônia maior, devido a uma relação genética próxima.
Devido à sua natureza agressiva, eles são conhecidos por excluir outras aves de seu território, e espécies de aves maiores, como corvos, são atacadas por até doze aves de diferentes associações dentro da colônia. Os predadores são repetidamente atacados se se instalarem em outra parte do território da colônia. Pequenos pássaros que se mantêm no sub-bosque geralmente não são expulsos, mas pequenos pássaros que normalmente forrageiam no meio do solo ou no dossel ou que compartilham alimentos semelhantes, como os pardalotes, não têm acesso ao território. Uma das poucas espécies que às vezes pode deslocar o papa-mel-sininho é o similarmente agressivo papa-mel-barulhento, mas, em geral, o papa-mel-barulhento prefere áreas com pouco sub-bosque. O papa-mel-sininho consegue suprimir o número de espécies concorrentes no território que mantém por anos. No entanto, as colônias têm limites territoriais claramente definidos e, além desses limites, a assembleia de pássaros local retoma sua diversidade normal.

### Alimentação
Eles são especializados em consumir insetos conhecidos como psilídeos e suas ninfas jovens associadas, resíduos doces e outras secreções de psilídeos. Os produtos de psilídeos podem consistir em até 90% da dieta do papa-mel-sininho. Eles se alimentam principalmente de folhas, galhos e cascas soltas na copa das árvores, geralmente a pelo menos 8 m de altura, mas descem até o sub-bosque denso. Há uma teoria de que o papa-mel-sininho “cultiva” psilídeos excluindo outras espécies de pássaros que comem psilídeos de um território grande o suficiente para que o próprio papa-mel-sininho não precise de todos os psilídeos para sustentar a colônia. Uma hipótese da teoria da agricultura é que eles podem comer seletivamente apenas ninfas mais velhas ou podem comer frequentemente os resíduos e deixar a ninfa ilesa. As evidências dessa teoria são variadas. Um estudo inicial do conteúdo estomacal não encontrou evidências que sustentassem essa teoria, já que os estômagos do papa-mel-sininho não continham a proporção mais alta de resíduos/ninfa que seria esperada. No entanto, uma comparação comportamental posterior entre papa-mel-sininho e papa-mel-barulhento observou que o papa-mel-sininho usava cuidadosamente a língua para remover os resíduos, o que deixava a ninfa intacta. Em contrapartida, o papa-mel-barulhento arrancava os resíduos e a ninfa com o bico e consumia ambas. Quando o papa-mel-sininho é removido, as colônias de psilídeos geralmente são rapidamente dizimadas por outras espécies de aves florestais que se mudam para o antigo território do papa-mel-sininho.
Embora os psilídeos sejam a principal fonte de alimento, assim como a maioria dos melifagídeos, o papa-mel-sininho também foi registrado bebendo néctar de flores de eucalipto, Banksia e visco, bem como comendo vários outros insetos, incluindo aranhas, besouros, gorgulhos, mariposas e vespas.

#### Diebackassociado ao papa-mel-sininho
Eles estão tão intimamente associados ao dieback do eucalipto que o fenômeno foi denominado Bell Miner Associated Dieback (BMAD). A preocupação com o BMAD levou à formação do Grupo de Trabalho BMAD, à Estratégia BMAD de 2004, ao Fórum Nacional BMAD de 2005, à Revisão da Literatura BMAD de 2006, e continua a ser uma área de pesquisa ativa. O dieback do eucalipto envolveu ecossistemas complicados com inúmeras variáveis e ocorre em alguns habitats sem a presença de papa-mel-sininho, mas há uma alta correlação entre a presença de papa-mel-sininho e o dieback do eucalipto, que foi observada já em 1982. Uma teoria é que a monopolização e/ou a criação de psilídeos pelo papa-mel-sininho permite que o número de psilídeos se acumule, levando à doença e, possivelmente, à morte da árvore. Em alguns casos em que os pássaros foram removidos, a diversidade aviária foi restaurada e a infestação de psilídeos foi reduzida a ponto de as árvores voltarem a ser saudáveis. Entretanto, em outros estudos, as árvores não se recuperaram mesmo após a remoção do papa-mel-sininho, portanto, são necessárias mais pesquisas para entender melhor a relação entre o papa-mel-sininho e a morte do eucalipto.

### Reprodução

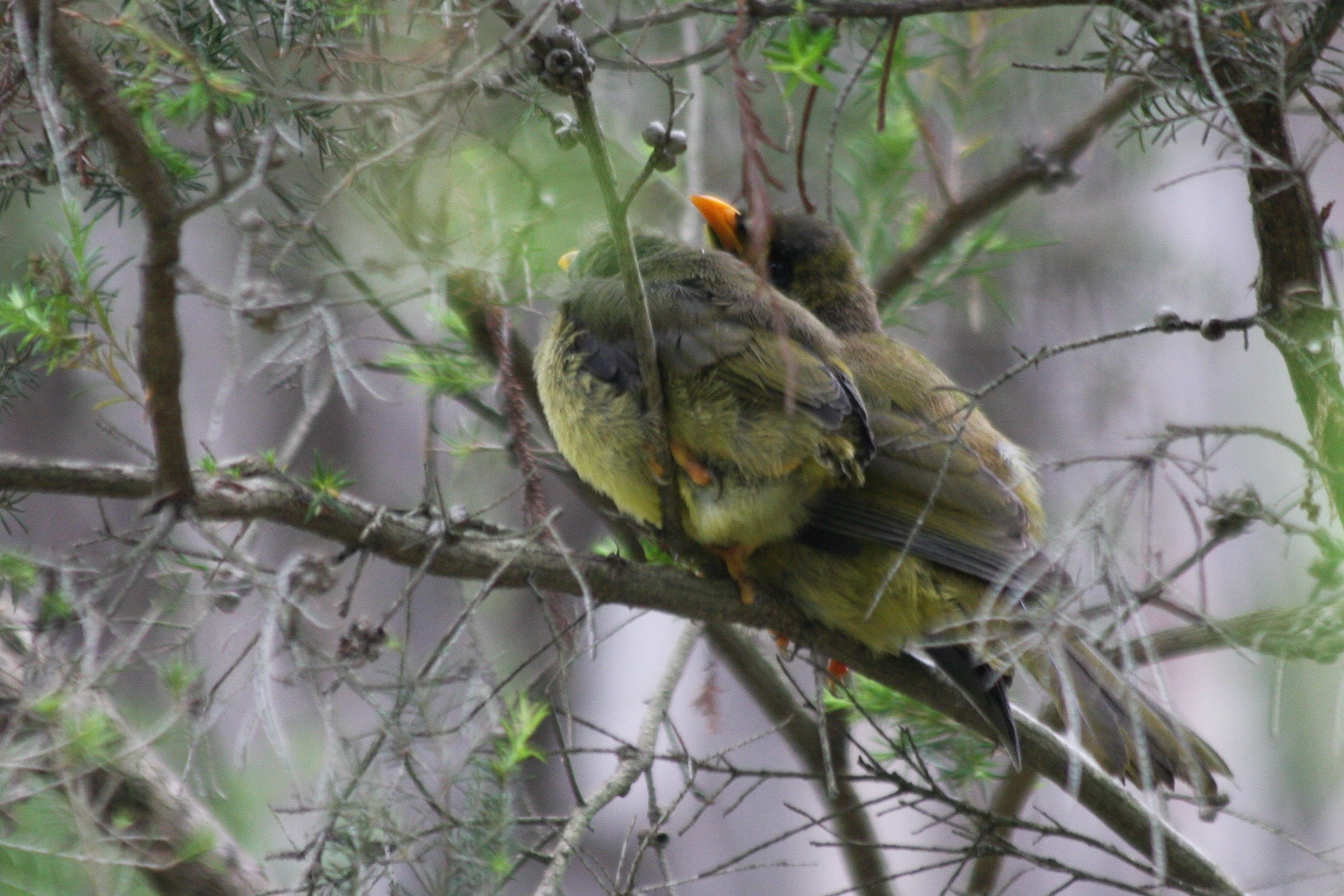
Aves imaturas.

Eles são geralmente sedentários e, portanto, têm um território permanente para todos os fins, o que inclui a reprodução. A principal época de reprodução é de abril/maio a agosto/setembro na parte norte de sua área de distribuição e de junho/julho a novembro/dezembro na parte sul, mas a reprodução foi observada em todos os meses do ano, já que as fêmeas costumam nidificar novamente depois de um ninho fracassado ou depois que os filhotes já saíram do ninho. Uma fêmea foi registrada nidificando cinco vezes em uma estação, embora esse número de tentativas de nidificação seja incomum. Os pares de papa-mel-sininho são monogâmicos, mas as tarefas de reprodução são divididas entre os sexos. As fêmeas constroem o ninho durante oito dias, incubam de um a três (mas normalmente dois) ovos por 14,5 dias e criam os filhotes por até 12 dias, dependendo do clima. Os ninhos são pequenos, em forma de xícara e construídos com galhos secos, gramíneas e cascas de árvores entrelaçadas com teia de aranha. Os ninhos geralmente ficam escondidos na folhagem de plantas de sub-bosque densas, de 3 a 5 metros acima do solo. Os ovos geralmente têm 24 por 16 milímetros, formato oval e cor rosa. Eles têm manchas e pintas marrom-avermelhadas mais escuras, principalmente na extremidade maior. Os cucos-pálidos foram registrados como parasitas de ninhos de papa-mel-sininho.
Embora os ninhos estejam todos dentro do território da colônia, eles não são bem compactados como os criadores de colônias tradicionais. Em vez disso, os ninhos estão localizados dentro da área de forrageamento normal dos pares reprodutores. Em geral, eles estão dentro do alcance de chamada dos ninhos vizinhos, mas não muito próximos. As fêmeas de papa-mel-sininho mudam os locais dos ninhos após a falha de um ninho e foram observadas movendo os ninhos para baixo, para a vegetação densa, provavelmente reduzindo o risco de predadores. No entanto, elas não moveram os ninhos para longe do local original horizontalmente, possivelmente para permanecer dentro de sua área de forrageamento e para manter seu conjunto estabelecido de ajudantes. As fêmeas também alteram as proporções de sexo da ninhada para atender às condições. Quando uma colônia está em um novo local com uma fonte de alimento inferior, a proporção será tendenciosa para mais fêmeas, que se dispersarão da colônia na maturidade sexual. Quando o suprimento de alimentos aumenta, a proporção entre os sexos da ninhada muda para futuros machos ajudantes.

#### Ajudantes de ninho
Tanto os pais quanto os ajudantes fornecem e cuidam dos filhotes. Os ninhos podem ser assistidos por até 20 ajudantes, e observou-se que o sucesso do ninho é maior quando há pelo menos 6 ajudantes adicionais no ninho, além do casal reprodutor. Os ajudantes alimentam os filhotes, defendem o ninho contra predadores, removem fezes e parasitas. Os ajudantes de ninho incluem ambos os sexos, mas são predominantemente machos jovens e em idade reprodutiva. Os pássaros filhotes começam a ajudar a partir de 1,3 meses de idade. Os machos mais velhos não reprodutores contribuem com a maior parte dos alimentos para os filhotes e ajudam em vários ninhos. A quantidade de ajuda oferecida por um ajudante de ninho está correlacionada com sua relação genética com os filhotes que ele está alimentando. Eles usam um chamado de aprovisionamento quando chegam ao ninho para estimular os filhotes a implorar. Os chamados de aprovisionamento são semelhantes entre os pássaros com parentesco próximo, de modo que os ajudantes preferem ajudar os filhotes com pais que tenham chamados de aprovisionamento semelhantes aos seus. No entanto, é importante observar que mesmo os ajudantes não aparentados contribuíram significativamente para a criação dos filhotes, e não foi observada nenhuma diferença na quantidade de ajuda oferecida pelos ajudantes, dependendo do sexo da ninhada, embora os filhotes machos tendam a permanecer na colônia e se tornarem ajudantes, enquanto as fêmeas se dispersam. Os ajudantes atrasam o fornecimento de alimentos aos filhotes quando a fêmea os está criando, mas acabam fornecendo alimentos, mesmo que a fêmea continue criando. É mais provável que a fêmea que está chocando permita que os filhotes sejam alimentados se o ajudante for seu companheiro.

#### Desenvolvimento do filhote até a fase adulta
Os jovens deixam o ninho cerca de 12 dias após a eclosão, mas continuam a ser alimentados pelos pais e ajudantes por mais 10 semanas. Eles começarão a ajudar nos ninhos com menos de 2 meses de idade, mas a transição é gradual, de modo que as aves que acabaram de sair do ninho continuarão a pedir ajuda a outros ajudantes e, em seguida, consumirão o alimento oferecido ou o darão às aves mais jovens. As fêmeas tendem a se dispersar da colônia aos 8 meses e atingem a idade de reprodução aos 8,3 meses. É provável que as mães se tornem intolerantes com suas filhas à medida que elas atingem a maturidade, o que leva à sua dispersão. A taxa de mortalidade do papa-mel-sininho antes da idade de reprodução é muito alta, 93%. O maior risco ocorre logo após os jovens deixarem o ninho, quando muitos são predados. Quando atingem a idade de reprodução, a proporção entre os sexos é distorcida, com mais machos sobreviventes, provavelmente devido à maior mortalidade das fêmeas que se dispersam.